# Pedro Paulo
Pedro Paulo Alves Vieira dos Reis (sinh ngày 10 tháng 2 năm 1994), được mọi người biết đến nhiều hơn với tên gọi Pedro Paulo, là một cầu thủ bóng đá chuyên nghiệp người Brasil hiện đang thi đấu cho câu lạc bộ Viettel ở vị trí tiền đạo.

## Sự nghiệp câu lạc bộ
Perdo Paulo trưởng thành từ câu lạc bộ danh tiếng Cruzeiro của Brasil.
Năm 2019, anh chuyển đến thi đấu tại Việt Nam cho câu lạc bộ Sài Gòn sau một quãng thời gian chơi bóng ở Thái Lan. Mùa giải đầu tiên thi đấu tại V.League 1, anh ra sân 24 trận và ghi được 12 bàn thắng. Mùa 2020 là mùa giải bùng nổ của Pedro khi anh tiếp tục ghi được 12 bàn thắng (chỉ sau 17 trận) góp công giúp đội về đích ở vị trí thứ ba V.League 1 2020. Bản thân anh cũng có tên trong đội hình tiêu biểu của giải.
Sau đó, Perdo chuyển sang khoác áo câu lạc bộ Viettel từ mùa giải 2021 với bản hợp đồng có thời hạn 2 năm. Hai mùa khoác áo Viettel, Pedro Paulo được cho không thích ứng với lối chơi của đội và thường xuyên dính chấn thương. Dấu ấn lớn nhất của anh tại đội bóng này là danh hiệu Vua phá lưới AFC Cup 2022 với 5 bàn sau 4 trận ra sân. Kết thúc mùa giải 2022, Viettel đã quyết định không gia hạn hợp đồng với Pedro.

## Sự nghiệp quốc tế
Pedro Paulo từng khoác áo đội tuyển U-17 Brasil tham dự giải vô địch bóng đá U-17 Nam Mỹ vào năm 2011. Anh thi đấu 8 trận và lập một cú đúp trong chiến thắng 4–3 trước U-17 Venezuela tại trận đấu mở màn.

## Đời sống cá nhân
Tháng 7 năm 2018, Pedro Paulo kết hôn với Prueksa Khonthiang, một bà mẹ đơn thân người Thái Lan. Trước đó, anh đã gặp vợ mình trong một lần đến ngân hàng để gửi tiền về Brasil. Hai người chào đón con gái Valentina ra đời đầu năm 2019.

## Danh hiệu
Sài Gòn
- Hạng ba V.League 1: 2020

Viettel
- Á quân Siêu cúp quốc gia: 2020

U-17 Brasil
- Giải vô địch bóng đá U-17 Nam Mỹ: 2011

Cá nhân
- Vua phá lưới V.League 1: 2020
- Đội hình tiêu biểu V.League 1: 2020
- Vua phá lưới AFC Cup: 2022